# Włosocień delikatny
Włosocień delikatny (Vandenboschia speciosa) – gatunek paproci z rodziny rozpłochowatych.

## Rozmieszczenie geograficzne
Gatunek wybitnie oceaniczny. Występuje w Europie i na Makaronezji. Sporofity i gametofity rosną na Wyspach Kanaryjskich, Azorach, Maderze, Irlandii, Portugalii, Hiszpanii, Francji, Wielkiej Brytanii. Gametofity bez sporofitów występują w Wielkiej Brytanii, Francji, Luksemburgu, Niemczech, Czechach i Polsce. W Polsce gatunek skrajnie rzadki; rośnie tylko na dwóch stanowiskach w okolicach Złotoryi i Lwówka Śląskiego. Odnaleziony w 2002 roku (tylko gametofity). Populacja z Panieńskich Skał spod Lwówka prawdopodobnie wymarła w 2005 lub 2006 roku.

## Gametofit

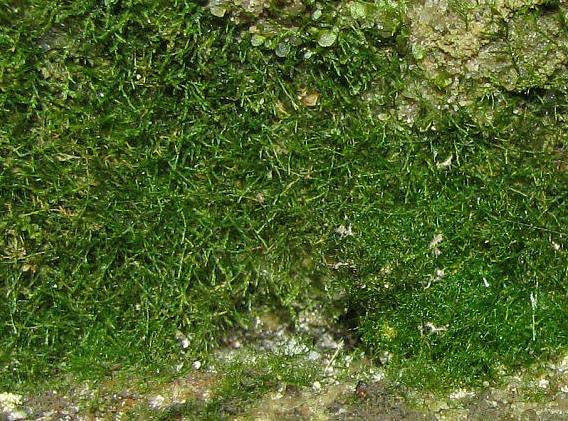
Gametofity

### Morfologia
PokrójPrzytulone do powierzchni skały gęste, filcowate skupienia długich, widełkowato rozgałęzionych, splątanych nici.

### Biologia i ekologia
Bylina, epilit. Rośnie w głębokich szczelinach skał bezwapiennych otoczonych przez lasy liściaste, w warunkach silnego zacienienia. Rozmnaża się wegetatywnie za pomocą rozmnóżek. Do prowadzenia fotosyntezy potrzebuje zaledwie 0,01% pełnego oświetlenia. Nici zawierają bardzo liczne, niewielkie, kuliste chloroplasty, ustawione peryferyjnie.

## Sporofit

### Morfologia
PokrójRoślina wieloletnia, osiąga wysokość do 50 cm.
Część podziemnaPłożące się kłącze do 4 mm średnicy, pokryte czarnymi włoskami.
LiścieOgonek liściowy oskrzydlony. Blaszka liściowa 3–4-krotnie pierzasta, jednowarstwowa, ciemnozielona, cienka i przeświecająca; odcinki ostatniego rzędu owalne, całobrzegie, tępe. Zarodnie siedzące, ze skośnym anulusem, zebrane w cylindryczne, wydłużone sori z kubkowatą zawijką na brzegu liścia.

### Biologia i ekologia
Bylina, roślina poikilohydryczna. Rośnie na zacienionych, wilgotnych skałach, tylko w warunkach klimatu oceanicznego. Zarodniki są bardzo lekkie i mogą być przenoszone na bardzo duże odległości.

## Zagrożenia i ochrona
Gatunek objęty ochroną w Europie na mocy konwencji berneńskiej oraz dyrektywy siedliskowej. W Polsce objęty ścisłą ochroną gatunkową od 2004 roku. Wymaga ustalenia strefy ochrony w promieniu 100 m od granic stanowiska.
Gatunek umieszczony na Czerwonej liście roślin i grzybów Polski (2006) w kategorii zagrożenia R (rzadki – potencjalnie zagrożony). W wydaniu z 2016 roku otrzymał kategorię CR (krytycznie zagrożony).
Znajduje się także w Polskiej czerwonej księdze roślin w kategorii CR (krytycznie zagrożony). W związku z tym, że gametofity są szerzej rozprzestrzenione, niepozorne i łatwe do przeoczenia, rzeczywisty stopień zagrożenia gatunku może być niższy.